# Saperda subobliterata
Saperda subobliterata är en skalbaggsart som beskrevs av Maurice Pic 1910. Saperda subobliterata ingår i släktet Saperda och familjen långhorningar. Inga underarter finns listade i Catalogue of Life.